# 小林直己 (陸上選手)
小林 直己（こばやし なおき、1990年12月20日 - ）は、神奈川県秦野市出身の陸上競技選手。専門は400mで45秒79の自己ベストを持つ。2015年北京世界選手権男子4×400mリレーの日本代表である。また、世界リレーでは2015年,2016年,2021年(補欠)と三度の日本代表に選出された経歴を持つ。

## 経歴
秦野市立大根小学校、秦野市立鶴巻中学校、神奈川県立秦野総合高等学校、東海大学工学部材料科学科卒業。セゾン情報システムズ入社、HULFT陸上クラブ所属。

### 高校生時代まで
陸上を始めたのは小学生の時。授業が終わった後に1時間くらい行われるクラブ活動で陸上クラブに入ったのがきっかけ。
住んでいる学区の中学校に陸上部がなく、無理を言って陸上部がある中学校に入学させてもらったという。中学時代は100mで県大会に出るのがやっとだった。
高校2年の春までは100mと200mを専門としていたが、思うように記録が伸びなかった。そんな時に顧問から「どう見てもお前の走りは400m向きだ」と言われ、400mの練習を始めてみた結果、県の新人大会で優勝。それからは400m専門となった。3年時には南関東大会で48秒08の自己ベストをマーク。インターハイにも出場を果たしたが、直前の怪我も影響して予選敗退に終わった。

### 社会人・浪人時代
2009年春、経済的な理由から大学への進学は断念し、地元の企業に就職。陸上部に入り実業団選手として活動していたが、リーマン・ショックの影響で陸上部が入社2年目の夏に廃部。その後も練習は続けたが仕事との両立は難しく、50秒を切れないスランプに陥った。大学で陸上をやり直したいと思い始めたこともあり、2010年末に会社を退職した。
2011年春からは高校時代の恩師の紹介で日本大学藤沢高校陸上部の臨時コーチに。生徒と一緒に練習しているうちにスランプからも脱出し、6月には高校時代の自己ベスト更新となる47秒47をマーク。コーチの仕事の他に運送業やガソリンスタンドのアルバイトを掛け持ちし、所持していた自動車を売却するなどして大学進学資金を貯めた。

### 大学生時代
2013年春、「最高の指導者のもとで、どれだけできるか試そう」と、400m日本記録保持者の高野進が指導する東海大学に進学。
2013年6月、初出場の日本選手権400mで7位入賞を果たす。この結果を受け、10月に中国の天津で開催される東アジア競技大会の日本代表に選出されると、本番では400mで銅メダル、4×400mリレーで2走を務めて銀メダルを獲得した。
2014年7月、中国の金華で開催された日中韓3カ国陸上の400mに出場し、自身初の45秒台となる45秒79で優勝した。
2015年5月、バハマのナッソーで開催された第2回世界リレーの4×400mに出場し、初めて世界大会を経験した。大会では1走（小林直己、佐藤拳太郎、ウォルシュ・ジュリアン、北川貴理）を務めたが、スタートで出遅れたこともあり予選敗退に終わった。
2015年8月、中国の北京で開催された世界選手権の4×400mリレーで3走（田村朋也、金丸祐三、小林、北川貴理）を務め、金丸（44秒8）に次ぐ2番目のスプリットタイム（45秒80）をマークしたが、日本は3分02秒97の1組7着（全体15位）で決勝に進出できなかった。

### 社会人時代
2017年4月、日本オリンピック委員会の就職支援制度を利用してセゾン情報システムズに入社。

## 自己ベスト
- 記録欄の（　）内の数字は風速（m/s）を意味する。

| 種目 | 記録         | 年月日        | 場所   | 備考 |
| ---- | ------------ | ------------- | ------ | ---- |
| 200m | 20秒97 (0.0) | 2014年5月24日 | 横浜市 |      |
| 400m | 45秒79       | 2014年7月6日  | 金華市 |      |

## 主な成績
- 備考欄の記録は当時のもの

### 国際大会
| 年   | 大会                                            | 場所     | 種目    | 結果 | 記録            | 備考                        |
| ---- | ----------------------------------------------- | -------- | ------- | ---- | --------------- | --------------------------- |
| 2013 | 東アジア大会 (en)                               | 天津     | 400m    | 3位  | 46秒76          |                             |
| 2013 | 東アジア大会 (en)                               | 天津     | 4x400mR | 2位  | 3分07秒32 (2走) |                             |
| 2014 | 日中韓3カ国交流陸上                             | 金華     | 400m    | 優勝 | 45秒79          | 自己ベスト (自身初の45秒台) |
| 2015 | 世界リレー (en)                                 | ナッソー | 4x400mR | 予選 | 3分06秒38 (1走) | 全体17位                    |
| 2015 | 日中韓3カ国交流陸上                             | 札幌     | 4x400mR | 優勝 | 3分04秒85 (3走) |                             |
| 2015 | 世界選手権                                      | 北京     | 4x400mR | 予選 | 3分02秒97 (3走) | 全体15位                    |
| 2016 | ダイヤモンドリーグ (カタールスーパーグランプリ) | ドーハ   | 4x400mR | 2位  | 3分02秒45 (3走) |                             |
| 2017 | 世界リレー (en)                                 | ナッソー | 4x400mR | 予選 | DNF (3走)       |                             |

### 日本選手権
- リレー種目は日本選手権リレーの成績

| 年   | 大会    | 場所     | 種目    | 結果 | 記録            | 備考                   |
| ---- | ------- | -------- | ------- | ---- | --------------- | ---------------------- |
| 2013 | 第97回  | 調布市   | 400m    | 7位  | 46秒91          | 予選46秒89：自己ベスト |
| 2013 | 第97回  | 横浜市   | 4x400mR | 5位  | 3分11秒43 (1走) |                        |
| 2014 | 第98回  | 福島市   | 400m    | 3位  | 46秒38          |                        |
| 2015 | 第99回  | 新潟市   | 400m    | 6位  | 47秒11          |                        |
| 2015 | 第99回  | 横浜市   | 4x100mR | 4位  | 39秒42 (3走)    |                        |
| 2016 | 第100回 | 名古屋市 | 400m    | 予選 | 46秒87          |                        |
| 2017 | 第101回 | 大阪市   | 400m    | 予選 | 46秒16          |                        |
| 2018 | 第102回 | 山口市   | 400m    | 予選 | 48秒01          |                        |

### その他
- 主要大会を記載

| 年         | 大会                     | 場所          | 種目       | 結果       | 記録            | 備考                        |
| 高校生時代 | 高校生時代               | 高校生時代    | 高校生時代 | 高校生時代 | 高校生時代      | 高校生時代                  |
| ---------- | ------------------------ | ------------- | ---------- | ---------- | --------------- | --------------------------- |
| 2008       | インターハイ             | 熊谷市        | 400m       | 予選       | 49秒36          |                             |
| 2008       | 日本ジュニア選手権       | 鳥取市        | 400m       | 予選       | 48秒37          |                             |
| 社会人時代 |                          |               |            |            |                 |                             |
| 2009       | 東日本実業団選手権       | 天童市        | 200m       | 準決勝     | DNS             | 予選22秒00 (0.0)            |
| 2009       | 東日本実業団選手権       | 天童市        | 400m       | 6位        | 48秒33          |                             |
| 2009       | 全日本実業団選手権       | 岡山市        | 200m       | 予選       | 22秒07 (+0.3)   |                             |
| 2009       | 全日本実業団選手権       | 岡山市        | 400m       | 予選       | 48秒42          |                             |
| 大学生時代 |                          |               |            |            |                 |                             |
| 2013       | 関東インカレ (1部)       | 東京都 横浜市 | 200m       | 予選       | 21秒27 (+2.5)   |                             |
| 2013       | 関東インカレ (1部)       | 東京都 横浜市 | 400m       | 3位        | 47秒13          |                             |
| 2013       | 関東インカレ (1部)       | 東京都 横浜市 | 4x400mR    | 7位        | 3分08秒99 (1走) |                             |
| 2013       | トワイライト・ゲームス   | 東京都        | 400m       | 3位        | 47秒28          |                             |
| 2013       | 日本インカレ             | 東京都        | 400m       | 7位        | 47秒68          |                             |
| 2013       | 日本インカレ             | 東京都        | 4x400mR    | 5位        | 3分09秒20 (2走) |                             |
| 2014       | 出雲陸上                 | 出雲市        | 300m       | 決勝       | 33秒29          |                             |
| 2014       | 静岡国際                 | 袋井市        | 400m       | 3位        | 46秒20          | 自己ベスト                  |
| 2014       | 関東インカレ (1部)       | 熊谷市 横浜市 | 200m       | 準決勝     | 21秒24 (+0.6)   |                             |
| 2014       | 関東インカレ (1部)       | 熊谷市 横浜市 | 400m       | 3位        | 47秒29          |                             |
| 2014       | 関東インカレ (1部)       | 熊谷市 横浜市 | 4x100mR    | 予選       | 40秒52 (2走)    |                             |
| 2014       | 関東インカレ (1部)       | 熊谷市 横浜市 | 4x400mR    | 決勝       | NM (1走)        | 4走がバトンを落としてゴール |
| 2014       | 日本学生個人選手権       | 平塚市        | 400m       | 優勝       | 47秒11          |                             |
| 2014       | トワイライト・ゲームス   | 東京都        | 400m       | 優勝       | 47秒01          |                             |
| 2014       | トワイライト・ゲームス   | 東京都        | 4x400mR    | 5位        | 3分09秒79 (4走) |                             |
| 2014       | 日本インカレ             | 熊谷市        | 400m       | 予選       | 47秒42          |                             |
| 2014       | 国民体育大会             | 諫早市        | 400m       | 2位        | 46秒65          |                             |
| 2015       | 織田記念                 | 広島市        | 400m       | 5位        | 46秒64          |                             |
| 2015       | 関東インカレ (1部)       | 横浜市        | 400m       | 5位        | 47秒11          |                             |
| 2015       | 関東インカレ (1部)       | 横浜市        | 4x400mR    | 予選       | 3分09秒14 (1走) |                             |
| 2015       | トワイライト・ゲームス   | 東京都        | 4x100mR    | 4位        | 39秒96 (1走)    |                             |
| 2015       | 日本インカレ             | 大阪市        | 400m       | 2位        | 46秒53          |                             |
| 2015       | 日本インカレ             | 大阪市        | 4x400mR    | 7位        | 3分08秒84 (1走) |                             |
| 2016       | 関東インカレ (1部)       | 横浜市        | 400m       | 5位        | 47秒23          |                             |
| 2016       | 関東インカレ (1部)       | 横浜市        | 4x400mR    | 6位        | 3分07秒28 (1走) |                             |
| 2016       | 日本インカレ             | 熊谷市        | 400m       | 2位        | 46秒87          |                             |
| 2016       | 日本インカレ             | 熊谷市        | 4x400mR    | 予選       | 3分08秒79 (1走) |                             |
| 2016       | 国民体育大会             | 北上市        | 400m       | 4位        | 47秒51          |                             |
| 社会人時代 |                          |               |            |            |                 |                             |
| 2017       | 東日本実業団選手権       | 秋田市        | 400m       | 3位        | 46秒94          |                             |
| 2017       | 全日本実業団選手権       | 大阪市        | 400m       | 4位        | 47秒04          |                             |
| 2017       | 国民体育大会             | 松山市        | 400m       | 予選       | 47秒37          |                             |
| 2018       | 静岡国際                 | 袋井市        | 400m       | 決勝       | 46秒68          |                             |
| 2018       | ゴールデングランプリ大阪 | 大阪市        | 400m       | 8位        | 47秒25          |                             |
| 2018       | トワイライト・ゲームス   | 横浜市        | 400m       | 6位        | 48秒04          |                             |